# Minerva Ramos Rendón
 Minerva Ramos Rendón  (Abasolo, Coahuila, 13 de marzo de 1924 – Saltillo, Coahuila, 15 de mayo de 1997), fue una maestra mexicana.
Es una de las mujeres predilectas del Estado de Coahuila por su profesionalismo y ética magisterial. Su trayectoria como profesora de Educación Primaria la inicia en plena adolescencia pero llena de responsabilidad y entrega para la enseñanza –aprendizaje de sus alumnos siguiendo la guía y consejos de su madre la Profesora Sara Rendón García, quien también ejerció la profesión magisterial desde el año de 1918 con sobresaliente responsabilidad y gran reconocimiento hasta su muerte, motivo por el que su nombre lo ostentan Escuelas Públicas: un Jardín de Niños y una Escuela Primaria en Ciudad Frontera, Coahuila, México.
La Profesora Minerva Ramos Rendón llegó a ocupar debido a su entrega como docente, los niveles de Subdirectora, Directora, Directora Técnica e Inspectora de Escuelas de Educación Primaria en Abasolo, Frontera y Monclova, Coahuila.
Además de destacarse en el ámbito pedagógico, incursionó en la política desempeñando durante varios períodos con distintos Presidentes Municipales de Frontera, Coahuila, la presidencia de la Junta Patriótica del municipio.

## Biografía
Nació el 13 de marzo de 1924 en Abasolo, Coahuila, México. Muere en Saltillo, Coahuila, el 15 de mayo (fecha en la que todo México celebra el Día del Maestro) de 1997.
A muy temprana edad se traslada con su familia a Ciudad Frontera, Coahuila donde su madre la Profesora Sara Rendón García habría de desempeñarse como profesora de escuela primaria y posteriormente como directora de la misma.
Asimismo fue de marcada influencia para sus seis hijos quienes todos han caminado y otros aún están desempeñándose en el campo educativo; así como sus nietos, unos en la docencia y otros en los campos de la medicina e ingeniería. Su entusiasmo por la vida y el amor la llevó a ser madre admirada por sus hijos, y como esposa en su primer matrimonio del Señor Vicente Navarrete Cabrera, y de su segundo matrimonio, el Profesor Héctor Ignacio Garza García. Sus hijos son por orden de nacimiento: Maestra María Antonieta Navarrete Ramos . Reconocida escritora, fue Directora de Escuelas de Educación Primaria, y maestra en Escuelas Secundaria, Preparatoria y Escuela Normal para Profesores; fue miembro del Comité Ejecutivo de la Sección 38 del Sindicato Nacional de Trabajadores de la Educación, SNTE, y Diputada de la L1 Legislatura al Congreso del Estado de Coahuila de Zaragoza-Profesora Silvia Etelvina Navarrete Ramos;- Profesor Juan Vicente Navarrete Ramos; -Maestra Miroslava Meredith Navarrete Ramos. Fue Directora de Escuelas de Educación Secundaria;- Maestra Iracema Yazmín Garza Ramos,quien fue Directora de la Escuela Normal Preescolar en Saltillo, Coahuila, y Maestra Lluvicela Garza Ramos,quien también fue miembro del Comité Ejecutivo de la Sección 38 del SNTE.

## Trayectoria Magisterial
Es una de las mujeres predilectas del Estado de Coahuila por su profesionalismo y ética magisterial. Su trayectoria como profesora de Educación Primaria la inicia en plena adolescencia pero llena de responsabilidad y entrega para la enseñanza –aprendizaje de sus alumnos siguiendo la guía y consejos de su madre la Profesora Sara Rendón García, quien también ejerció la profesión magisterial desde el año de 1918 con sobresaliente responsabilidad y gran reconocimiento hasta su muerte, motivo por el que su nombre lo ostentan Escuelas Públicas: un Jardín de Niños y una Escuela Primaria en Ciudad Frontera, Coahuila, México. La Profesora Minerva Ramos Rendón llegó a ocupar debido a su entrega como docente, los niveles de Subdirectora, Directora, Directora Técnica e Inspectora de Escuelas de Educación Primaria en Abasolo, Frontera y Monclova, Coahuila.
Más tarde la Profesora Minerva Ramos Rendón se convierte en una de las figuras del magisterio coahuilense que han dejado su inolvidable recuerdo en muchas generaciones de alumnos y maestros, motivo por el cual el Gobierno mexicano a través de la Secretaría de Educación Pública dispuso que una escuela primaria de Monclova, Coahuila, lleve su nombre; ella siempre influyó con su amor a la docencia en muchas generaciones de maestros jóvenes que llegaban a las escuelas que ella dirigía o inspeccionaba. Se caracterizó por ser una mujer elegante, de gran presencia y amable actitud. Impulsó el Juego de Ajedrez entre los alumnos de las escuelas bajo su responsabilidad, así como los concursos de matemáticas y español entre otros.
La Profesora Minerva Ramos Rendón, ya jubilada se va a vivir a Saltillo, Coahuila, donde siguió realizando obras culturales a través del Círculo Cultural María Enriqueta del cual formó parte. Sus logros son fecundos y perecederos, así como su nombre y su espíritu de compañerismo y de paz que siempre la caracterizó, y sobre todo la buena voluntad de quien siempre estuvo bien con la vida y con los demás. Muere en Saltillo, Coahuila el 15 de mayo, día del Maestro en el año de 1997.
Se le recuerda observando los juegos de voleibol en las canchas de sus escuelas; no perdía detalle alguno, era apasionada del desarrollo integral del educando en la escuela primaria. Realizó sus estudios en el Instituto Federal de Capacitación del Magisterio (IFCM).

## Política
Además de destacarse en el ámbito pedagógico, incursionó en la política desempeñando durante varios períodos con distintos Presidentes Municipales de Frontera, Coahuila, la presidencia de la Junta Patriótica del municipio.
Su participación fiel en política la llevó a ser Regidora del Ayuntamiento de Frontera, Coahuila en el período 1988-1990 siendo Presidente Municipal Francisco Vara González, habiendo sido ella la primera Regidora por eleccìón popular bajo las siglas del Partido Revolucionario Institucional, PRI.
Asimismo fue en reiteradas ocasiones la Secretaria General de su Delegación Escolar del Sindicato Nacional de trabajadores de la Educación (SNTE).

## Reconocimientos
- Escuelas Públicas de Educación Primaria que llevan el nombre de su madre y de ella misma:
- Escuela de Educación Preescolar Profesora Sara Rendón García en Ciudad Frontera, Coahuila (a un lado de la Presidencia Municipal).
- Escuela de Educación Primaria Profesora Sara Rendón García en Ciudad Frontera, Coahuila.
- Escuela de Educación Primaria Profesora Minerva Ramos Rendón en Monclova, Coahuila.
- El nombre de la Profesora Minerva Ramos Rendón también lo lleva un Centro Recreativo Infantil de la Sección 38 del SNTE en Monclova, Coahuila, y una calle en la * * Colonia Magisterio en Saltillo, Coahuila.